# 34123 Uedayukika
34123 Uedayukika è un asteroide della fascia principale. Scoperto nel 2000, presenta un'orbita caratterizzata da un semiasse maggiore pari a 2,8075919 UA e da un'eccentricità di 0,2052047, inclinata di 7,91823° rispetto all'eclittica.